# اتحاد السويد لكرة القدم
تأسس الاتحاد السويدي لكرة القدم (بالسويدية: Svenska Fotbollförbundet) في عام 1904 وانضم إلى الاتحاد الدولي لكرة القدم في 1904 وانضم إلى الاتحاد الأوروبي لكرة القدم في 1954.